# Ponyo på klippen ved havet
Ponyo på klippen ved havet (originaltitel Gake no ue no Ponyo eller 崖の上のポニョ) er en japansk animationsfilm fra 2008, instrueret af Hayao Miyazaki for Studio Ghibli og Toho. Det er den ottende film Miyazaki instruerede for Ghibli, og hans tiende film totalt. Ponyo handler om guldfisken Ponyo som bliver ven med en fem år gammel dreng, Sōsuke, og ønsker at blive en menneskepige. Filmen blev som alle af hans film godt modtaget i Japan, og den fik sin internationale udgivelse på filmfestivalen i Venedig i 2008.